# Józef Andrzej Lisowski
Józef Andrzej Lisowski (ur. 10 września 1943 w Łukowie) – polski naukowiec, profesor nauk technicznych, specjalista w zakresie elektroautomatyki okrętowej, rektor Wyższej Szkoły Morskiej w Gdyni (1989–1996) i Akademii Morskiej w Gdyni (2002–2008).

## Życiorys
Jest absolwentem Politechniki Gdańskiej (1967), gdzie w 1973 obronił doktorat, a sześć lat później uzyskał stopień doktora habilitowanego. W 1989 został profesorem. Specjalizuje się w automatyce, robotyce i elektrotechnice, w tym w szczególności w automatyce okrętowej. Zajmował się m.in. systemami optymalnego i bezpiecznego sterowania statkiem. Jest autorem m.in. czterech patentów.
Zawodowo związany z Wyższą Szkołą Morską w Gdyni (przekształcaną kolejno w Akademię Morską i w Uniwersytet Morski). W 1990 objął stanowisko profesora zwyczajnego. W 1980 został kierownikiem Katedry Automatyki Okrętowej na Wydziale Elektrycznym. W latach 1989–1996 i 2002–2008 był rektorem tej uczelni. Został również profesorem zwyczajnym na Wydziale Mechaniczno-Elektrycznym Akademii Marynarki Wojennej.
Uzyskał członkostwo m.in. w Instytucie Inżynierów Elektryków i Elektroników (IEEE) jako senior member, Komitecie Automatyki i Robotyki Polskiej Akademii Nauk, Radzie Głównej Szkolnictwa Wyższego, Centralnej Komisji ds Tytułów i Stopni Naukowych, Polskim Towarzystwie Elektrotechniki Teoretycznej i Stosowanej oraz Polskim Towarzystwie Nautologicznym.
W wyborach parlamentarnych w 1993 bezskutecznie kandydował do Senatu z ramienia BBWR.
W 2009 została wydana jego biografia autorstwa Henryka Spigarskiego zatytułowana Z głębokiego lądu nad morze Józef Andrzej Lisowski biografia.

## Dorobek naukowy
Jego zainteresowania naukowe dotyczą syntezy algorytmów komputerowego wspomagania bezpiecznego sterownia ruchem statku z zastosowaniem metod optymalizacji, sztucznej inteligencji i gier różniczkowych. Autor ponad 20 książek, monografii i podręczników akademickich, m.in. Automatyzacja kierowania statkiem, Statek jako obiekt sterowania automatycznego, Okrętowe systemy antykolizyjne, Radar technology, Fundamentos da automacao, Podstawy automatyki, Polskie szkolnictwo morskie w medalierstwie, Metody optymalizacji. Autor prawie 300 artykułów i rozpraw naukowych w najważniejszych czasopismach krajowych i zagranicznych, a także kilkuset recenzji publikacji naukowych. Organizator i współautor wielu wdrożeń, m.in. systemu monitoringu i sterowania siłownią okrętową EMOS na kilkunastu statkach i okrętach Marynarki Wojennej oraz systemu optymalnego sterowania okrętowym silnikiem spalinowym SOSS w zakładach H. Cegielski – Poznań.
Organizował i przewodniczył kilkudziesięciu sesjom naukowym na konferencjach krajowych i zagranicznych. Był członkiem blisko 30 komitetów naukowych. Prowadził wykłady na 9 uniwersytetach i akademiach morskich na świecie (w Australii, Chinach, Finlandii, Irlandii, Japonii, Niemczech, Nigerii, USA i Wietnamie). Był promotorem 11 doktorów nauk technicznych z Polski, Algierii i Wietnamu, a także recenzentem wielu rozpraw doktorskich i habilitacyjnych.

## Odznaczenia i wyróżnienia
- Krzyż Komandorski Orderu Odrodzenia Polski (2022)[3][4]
- Krzyż Oficerski Orderu Odrodzenia Polski (2002)[5]
- Krzyż Kawalerski Orderu Odrodzenia Polski (1994)[6]
- Złoty Krzyż Zasługi (1987)
- Medal za Długoletnią Służbę (2015)
- Medal Komisji Edukacji Narodowej (1986)
- Złota odznaka honorowa „Zasłużony Pracownik Morza” (1985)
- Błękitna Komandoria Ligi Morskiej i Rzecznej (2002)
- Tytuł honorowego obywatela Tczewa, siedziby pierwszej polskiej Szkoły Morskiej, przyznany za istotny wkład w rozwój polskiego szkolnictwa morskiego (2006)[7]
- Krzyż Ligi Morskiej i Rzecznej „Pro Mare Nostro” (2007)
- Medal Eugeniusza Kwiatkowskiego (2007)[8]